# Ciparay (Ciparay)
Ciparay is een bestuurslaag in het regentschap Bandung van de provincie West-Java, Indonesië. Ciparay telt 7069 inwoners (volkstelling 2010).